# Tlalpani
Tlalpani är en ort i Mexiko.   Den ligger i kommunen Platón Sánchez och delstaten Veracruz, i den sydöstra delen av landet, 220 km norr om huvudstaden Mexico City. Tlalpani ligger 157 meter över havet och antalet invånare är 477.
Terrängen runt Tlalpani är platt åt nordost, men åt sydväst är den kuperad. Runt Tlalpani är det ganska tätbefolkat, med 108 invånare per kvadratkilometer. Närmaste större samhälle är Huejutla de Reyes, 14,3 km söder om Tlalpani. Trakten runt Tlalpani består till största delen av jordbruksmark.